# Nadmanganian potasu
Nadmanganian potasu, nazwa Stocka: manganian(VII) potasu, KMnO
4 – nieorganiczny związek chemiczny, sól potasowa kwasu nadmanganowego (nieistniejącego w formie wolnej).

## Właściwości
W warunkach standardowych jest ciałem stałym o gęstości 2,7 g/cm³. Nie jest higroskopijny (w przeciwieństwie do nadmanganianu sodu). Umiarkowanie rozpuszczalny w wodzie (w temperaturze 20 °C 6,4 g w 100 cm³).
W temperaturze ok. 240 °C rozkłada się z wydzieleniem tlenu:
2KMnO
4  →  K
2MnO
4 + MnO
2 + O
2

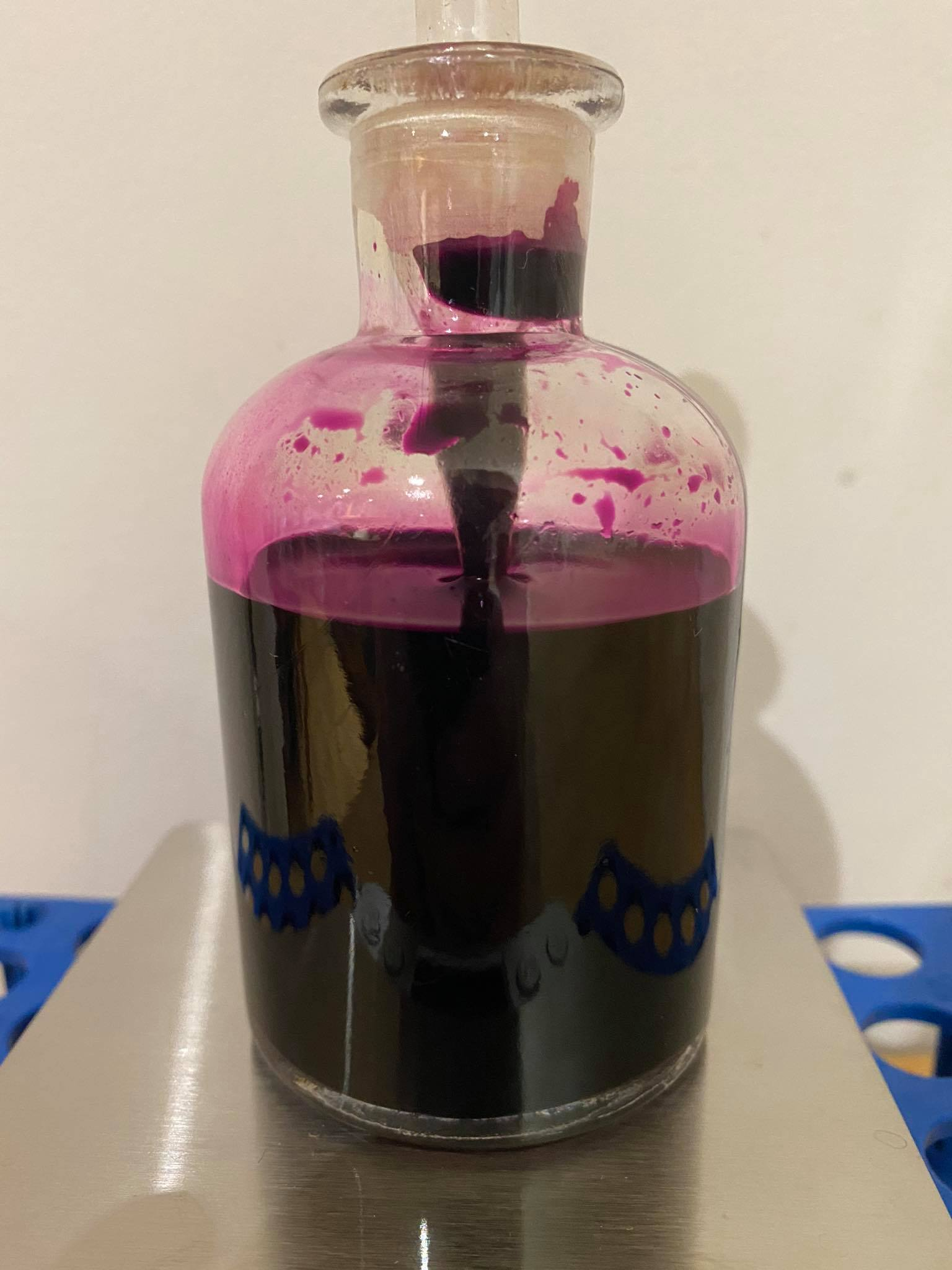
Ok. 3% roztwór KMnO₄ w wodzie

Ma właściwości utleniające. Reakcja silnie zależy od pH roztworu. W roztworach kwaśnych ulega redukcji do bezbarwnego lub bladoróżowego roztworu manganu(II):
MnO−
4 + 8H+
 + 5e−
  →  Mn2+
 + 4H
2O
W roztworach słabo zasadowych i neutralnych redukuje się do tlenku manganu(IV) (braunsztynu), który wydziela się z roztworu w postaci brązowego lub brunatego osadu:
MnO−
4 + 2H
2O + 3e−
  →  MnO
2 + 4OH−

Natomiast w roztworach silnie zasadowych redukuje się do zielonego manganianu:
MnO−
4 + e−
  →  MnO2−
4
Roztwory wodne nadmanganianu potasu mają, w zależności od stężenia, barwę od jasnoczerwonej do ciemnofioletowej, przy czym barwa pojawia się już przy bardzo małych stężeniach tego związku.
Podgrzewanie roztworu wodnego nadmanganianu potasu prowadzi do jego rozkładu do dwutlenku manganu, co skutkuje jego odbarwieniem.

## Zastosowanie
Ze względu na trwałość, łatwość manipulacji i silne własności utleniające, nadmanganian potasu wykorzystywany jest powszechnie w rozmaitych dziedzinach.
Stosowany jest jako utleniacz w wielu reakcjach chemicznych, szczególnie w chemii organicznej. Jest silnym utleniaczem, np. alkohole pierwszorzędowe utlenia od razu do soli kwasów karboksylowych (w celu otrzymania aldehydu należy zastosować łagodniejszy utleniacz, np. dichromian potasu lub perjodynan Dess-Martina):
RCH
2OH + KMnO
4  →  RCOOK + MnO
2 + KOH
Natomiast alkohole drugorzędowe KMnO
4 utlenia do ketonów, po czym reakcja zazwyczaj biegnie dalej, z rozerwaniem wiązania C−C.
Roztwór nadmanganianu potasu jest stosowany w analizie chemicznej do wykrywania jonów redukujących, takich jak tiocyjaniany (rodanki, SCN−
), bromki, azotyny. Roztwór ten jest również stosowany w analizie ilościowej, do miareczkowania – jest to manganianometria.

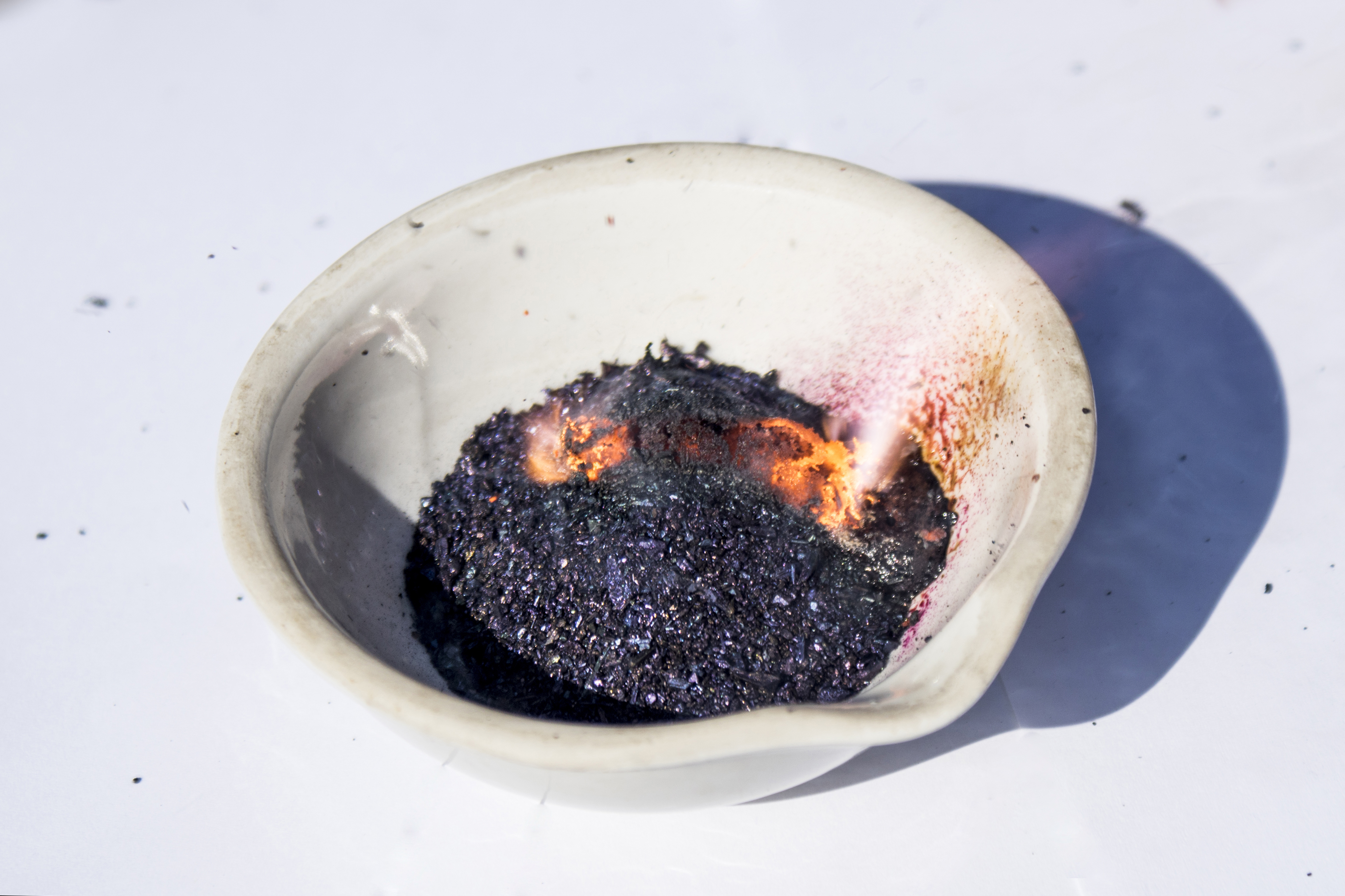
Reakcja nadmanganianu potasu z glicerolem

Mieszanina nadmanganianu potasu z glicerolem ulega samozapłonowi. Zjawisko to wykorzystywane jest do rozpalania ognia w trudnych warunkach (np. w podręcznych zestawach ratunkowych) oraz do inicjacji termitu.
Nadmanganian potasu ma silne własności bakterio- i grzybobójcze. Roztwór 0,05% stosuje się do przemywania skóry, ran i owrzodzeń, a roztwór 0,025% do płukania jamy ustnej.
Używany jest jako środek do wytwarzania tlenu w reakcji z wodą utlenioną lub w wyniku silnego ogrzania. Można go także wykorzystać do otrzymywania chloru w reakcji z kwasem solnym.

## Pokazy chemiczne
Nadmanganian potasu można stosować do pokazu zwanego „przemianą wody w wino”. W tym celu na dnie suchej szklanki należy umieścić niewielką, praktycznie niezauważalną ilość drobno sproszkowanego nadmanganianu. Po nalaniu wody zabarwia się ona na kolor przypominający czerwone wino. W kolejnym naczyniu powinno znajdować się kilka kropli reduktora, np. roztworu tiosiarczanu sodu. Po przelaniu do niego różowego roztworu nadmanganianu, barwa natychmiast znika („przemiana wina w wodę”). Aby eksperyment powiódł się, woda powinna być zakwaszona np. kwasem siarkowym, gdyż tylko w takich warunkach nastąpi redukcja MnVII do bezbarwnego MnII
. Jako reduktor można wykorzystać też wodę utlenioną, zajdzie wówczas reakcja:
2KMnO
4 + 5H
2O
2 + 3H
2SO
4  →  2MnSO
4 + 5O
2 + K
2SO
4 + 8H
2O
Można go także wykorzystać do wytwarzania mgły. W probówce umieszcza się kilka średnich kryształków KMnO
4 i za pomocą pipety, dodaje trochę perhydrolu. Z probówki natychmiast ulatuje mieszanina tlenu i mgły wodnej. Nadmanganian potasu wykorzystuje się też w prostym, możliwym do przeprowadzenia w domowych warunkach doświadczeniu „chemiczny kameleon”. Mangan jest w nim stopniowo redukowany w warunkach zasadowych przez glukozę, co objawia się stopniową zmianą barwy od fioletowej, przez zieloną, granatową, aż do słomkowożółtej.
Nadmanganian potasu stosuje się także w pirotechnice amatorskiej.

## Chemiluminescencja
Mało znana jest zdolność nadmanganianu do chemiluminescencji w odpowiednich warunkach. Wymaga to wykorzystania energicznego reduktora (borowodorku sodu) – na skutek powstania jonu manganowego(II) w stanie wzbudzonym dochodzi do łatwej do zaobserwowania gołym okiem emisji czerwonego światła. Dzieje się to w momencie przechodzenia wspomnianego jonu do stanu podstawowego.